# Whelen Springs, Arkansas
Whelen Springs là một thị trấn thuộc quận Clark, tiểu bang Arkansas, Hoa Kỳ. Năm 2010, dân số của thị trấn này là 92 người.

## Dân số
- Dân số năm 2000: 84 người.
- Dân số năm 2010: 92 người.